# Berislav Iskra
Berislav Iskra (Pula, 5. travnja 1948.), hrvatski arhitekt.

## Biografija
Istaknuto mjesto u suvremenoj hrvatskoj arhitekturi i okvirima istarskog arhitektonskog regionalizma zauzima arhitekt Berislav Iskra. Odrastao u predgrađu povijesnog ambijenta Rovinja, on je, kako piše arhitekt Rubbi, "upio slikoviti i harmonični primorski ambijent i gotovo djevičanski pejzaž ", koji će ostaviti dubokog traga u njegovim kasnijim projektima i ostvarenjima. Uz “upijanje slikovitog i harmoničnog ambijenta” na rad Berislava Iskre značajan utjecaj imat će školovanje na Arhitektonskom fakultetu u Zagrebu  Arhivirana inačica izvorne stranice od 13. lipnja 2007. (Wayback Machine) (1966. – 1972.) kada dolazi u doticaj s tradicijom zagrebačke moderne između dva svjetska rata. U to vrijeme Iskra je fasciniran s urbanizmom, te je i njegov diplomski rad bio arhitektonsko-urbanistički s temom izvangradskog trgovačkog- kulturnog centra u Zagrebu. Zanimljivo je da će se Iskra toj temi vratiti nekoliko desetljeća kasnije natječajnim radom za kompleks Zagrebačkog velesajma  Arhivirana inačica izvorne stranice od 7. prosinca 2008. (Wayback Machine) (1991.).
Prvo razdoblje djelovanja Berislava Iskre također je vezano za urbanizam. Odmah po svršetku školovanja zapošljava se u projektnoj organizaciji “Urbis 72” gdje realizira urbanistički plan rovinjskog naselja Centar. No, vrlo brzo s urbanizma prelazi na arhitekturu. Time započinje njegova druga faza djelovanja kada ostvaruje nekoliko zapaženih djela: Dispanzer za žene u Pazinu (1976.), kuću Stunić u Poreču (1978.), stambeno- poslovni toranj u Rovinju (1978.), stambeno naselje “Mate Balota” u Poreču, te Dom zdravlja u Rovinju (1979.) i stambene nizove u Pazinu (1978. – 1982.). Upravo će prva i posljednja realizacija iz tog razdoblja naznačiti bitne karakteristike Iskrina rada tijekom osamdesetih i devedesetih godina prošlog stoljeća. Iako su tijekom te faze Iskrina arhitektonska ostvarenja bila građena na premisama funkcionalizma i bez radikalnih inovatorskih zahvata te oslonaca na svjetska kretanja i traženja, svi njegovi prostori su oblikovani na razini provjerenih vrijednosti i zadovoljavaju odnos spram okoline. Treće razdoblje Iskrina rada obuhvaća prvu polovicu osamdesetih. Karakterizira je nekoliko međusobno čvrsto povezanih elemenata- prostorno planiranje, kvaliteta arhitekture, individualnost pristupa, pozitivan odnos prema tradiciji i konačan odmak ka postmodernizmu. Iz tog razdoblja tri su Iskrina ostvarenja indikativna za tumačenje njegovog umjetničkog izraza: Zabavni centar “Monvi” (1982.) i hotel “Park” u Rovinju (1985.), te hotelski kompleks “Istra na Crvenom otoku (1986.). Tijekom druge polovice osamdesetih Iskrina će se arhitektura još više razvijati u zadanom smjeru, što potvrđuju i njegova dva daljnja ostvarenja: ljekarna (1987.) i interijer turističke agencije “Globtur” (1988.) u Rovinju.    
Kraj osamdesetih i devedesete obuhvaćaju četvrto razdoblje Iskrina djelovanja. To je period Iskrina kreativnog vrhunca, kada dostiže u sam vrh suvremene hrvatske arhitekture. U tom razdoblju on ostvaruje nekoliko značajnih ostvarenja među kojima osobitu važnost ima stambena zgrada u Istarskoj ulici u Rovinju (1989.). Njome se Iskra etimološki približava tradiciju moderne arhitekture između dva rata, osobito evocirajući strukturom i izborom materijala- opeke, na predratnu pulsku arhitekturu. “Iskrino okretanje izvorima moderne arhitekture u Istri”, piše Rubbi, “ znači u neku ruku poštivanje svih njenih posebnosti. Od Pulitzera do Iskre raspinje se jasan luk jedne arhitekture u kojoj se susreću jednostavnost, sklad i vrijednost primarnih oblika”. 
1990. Iskra je magistrirao izučavajući zapadnu istarsku obalu u kontekstu odnosa prepoznatljive siluete gradova, identiteta prostora i izgrađenih objekata promatranih s mora, s udaljenosti od tri milje, a godinu poslije osniva vlastiti arhitektonski atelje u kome radi sa sestrom, arhitekticom Lorenkom Mihovilović. U tom razdoblju nastaje i prvo Iskrino inozemno ostvarenje- hotel “Mishor” na Jalti (1993.), te niz interijera: interijer hotela “Park” u Rovinju (1993.), kavana i pizzerija hotela “Kristal” u Umagu  (1993. – 1994.) i interijer vlastitog ateljea u Rovinju (1996.). 
Sredinom devedesetih Iskra realizira Villu Dequal (1995.) i stambenu zgradu na području Centenera u Rovinju (1996.). Na samome kraju 20. stoljeća nastaje Iskrino najznačajnije ostvarenje- sportska dvorana u Pazinu (1998.). Riječ je o jednom od antologijskih ostvarenja hrvatske arhitekture devedesetih, za koju će Iskra 1999.biti nagrađen godišnjom nagradom UHA-e  Arhivirana inačica izvorne stranice od 12. srpnja 2007. (Wayback Machine) “Viktor Kovačić”. Za istu je Iskra ovjenčan i nagradom Grada Rovinja za rad na području urbanizma i arhitekture, a godinu poslije dobitnik je i međunarodne nagrade za arhitekturu u Vicenzi ( Italija). Nekako u isto vrijeme i ostali arhitekti istarskog regionalnog arhitektonskog kruga realiziraju nekoliko zapaženih ostvarenja, potvrđujući iznesenu tezu o značaju i ulozi toga kruga u okvirima suvremenog hrvatskog arhitektonskog izražaja. Eligio Legović realizira Biskupsku palaču u Poreču (1992.), crkvu i pastoralni centar u Murinama kod Umaga (1994.) i crkvu sv. Nikole u Puli (2001.), Ester Miletić poslovne zgrade u Labinu (2000. – 2001.), a Mario Perossa vile Haj i Jež u Lovrečici (2001. – 2002.).
No kao što kaže " guru" istarskog arhitektonskog regionalizma Antonio Rubbi: " Vrlo je lako utvrditi da se u Istri zbog njenog nasljeđa i posebnih kvaliteta prostora ne može lako intervenirati, a graditi u pejsažnu predstavlja delikatnu avanturu gdje se traži potpuno podređivanje ambijentu". Nažalost te plemenite Rubbijeve misli neće naći ama baš nikakvog odjeka u drugim hrvatskim regijama, koje bi mogle mnogo toga dobroga naučiti iz istarskih iskustava.

## Ostvarenja i projekti

### Ostvarenja
- Dispanzer za žene u Pazinu, 1976.

- Kuća Stunić u Poreču, 1978.

(koautor Tisa Dodić)
- Stambeno poslovni toranj u Rovinju, 1978.

- Stambeno naselje „Mate Balota“ u Poreču, 1979.

- Dom zdravlja u Rovinju,1979.

- Hotel „Avala“ u Rovinju, 1981.

- Stambeno naselje „Stari Pazin“, Pazin, 1982.

- Zabavni centar „Movni“ u Rovinju, 1982.

- Restoran- snack bar – nudoklub u Rovinju (Otok Maškin), 1983.

- Hotel „Park“ u Rovinju, 1985.

- Poslovnica „Globtur“ u Rovinju ( I. faza), 1985

- Hotelski kompleks „Istra“ na Crvenom otoku, 1986.

- Centralna ljekarna u Rovinju, 1987.

- Poslovnica „Globtur“ u Rovinju ( II. faza ), 1988.

- Stambena zgrada na prostoru Centenera i stambena zgrada u Istarskoj ulici u Rovinju, 1989.

- Stambene zgrade „Dršćevka“ u Pazinu, 1989.

- Kavana hotela „Kristal“ u Umagu, 1993.

- Hotel „Mishor“ na Jalti u Ukrajini, 1993.

- Rekonstrukcija interijera hotela „Park“ u Rovinju, 1993.

- Pizzeria hotela „Kristal“ u Umagu, 1994.

- Villa „Dequal“ u Rovinju, 1995.

- „Flacus banka“ u Medulinu, 1996.

- Sportska dvorana u Pazinu, 1998.

- Rekonstrukcija na području povijesne jezgre Rovinja (Villa dr. Makeka), 1998.

- Rekonstrukcija hotela „Sol Park“ u Rovinju, 1999.

- Hotel „Pinia“ u Malinskoj na otoku Krku, 2000.

- Stambeno poslovna zgrada u Istarskoj 18 u Rovinju, 2003.

### Natječajni radovi
- Natječaj za rovinjsku rivu i središnji trg, 1973., I. nagrada

- Natječaj za „Novi centar“ Rovinja, 1974., I. nagrada

- Natječaj za stambene tornjeve u Pazinu, 1975., I. nagrada

- Natječaj za poslovno- administrativni centar „Pazinke“ u Pazinu, 1976., I. nagrada

- Natječaj za spomen- prostor „rudaru- borcu“ u Labinu, 1979., I. nagrada

- Natječaj za dom „Podmurvice“ u Rijeci, 1980., III. nagrada

- Natječaj za hotel „Park“ u Rovinju, 1981., I. nagrada

- Natječaj za istarski suvenir (mornarska lampa) u Puli, 1984., jedna odprvih jednakovrijednih nagrada

- Natječaj za hotelski kompleks na Crvenom otoku, 1985., I. nagrada

- Natječaj za hotel „St. Andrea“ na Rapcu, 1987. I. nagrada

- Natječaj za hotel „Jadran“u Ulcinju u Crnoj Gori, 1988.

- Natječaj za hotel „Servo Mihalj“ u Poreču, 1988., III. nagrada ( I. nagrada nije dodijeljena )

- Natječaj za centar turističkog naselja Rabac, 1988., III. nagrada ( I. nagrada nije dodijeljena )

- Natječaj za hotel „Mishor“ na Jalti, 1989., I. nagrada

- Natječaj za sportsku dvoranu u Zadru, 1989.

- Natječaj za hotel „Adriatic“ u Umagu, 1989. I. nagrada

- Natječaj za hotel „Vrsar“ u Vrsaru, 1990., prvoplasirani rad

- Natječaj za hotelski kompleks na Slatini u Opatiji, 1990., otkup ( I. nagrada nije dodijeljena )

- Natječaj za školski kompleks i sportsku dvoranu u Izoli u Sloveniji, 1990.

- Natječaj za novi centar Madulina kod Pule, 1990., I. nagrada

- Natječaj za kompleks Zagrebačkog velesajma, 1991.

- Natječaj za cjelovitu izgradnju stambenih objekata, 1992.

- Natječaj za centar Medulina, 1994., I. nagrada

- Natječaj za uređenje središta Premuntane, 1996., dodijeljena realizacija dijela zahvata

- Natječaj za poslovni kompleks „Staro nogometno igralište“ u Poreču, 1997, otkup

- Natječaj za centar Poreča, 1999., otkup

- Natječaj za hotel „Škaraba“ u Rovinju, 2000.

- Natječaj za tvornicu duhana u Novom Sadu u Srbiji, 2001.

- Natječaj za hipermarket „Valalta“ u Rovinju, 2002., prvoplasirani rad

### Projekti
- Hotel „St Andrea“ u Rapcu, 1993.

- Poslovni objekt „SOUR Istra- Jadran“ u Puli, 1993.

- Hotel „Turist“ u Poreču, 1994.

- Hotel „Alhambra“ u Malom Lošinju, 1995.

- Hotel „ Grand Adriatic“ u Umagu, 1995.

- Hotel „Anita“ u Vrsaru, 1995.

### Urbanistički projekti
- Centar u Rovinju, 1974.

- „Pazinka“, u Pazinu, 1978.

- Stari Pazin, 1978.

- Spomen prostor u Labinu, 1979.

- Kompleks hotela „Park“ u Rovinju, 1983.

- Srednjoškolski centar u Velikoj Kladuši u Bosni i Hercegovini, 1983.

- Naselje Centener u Rovinju, 1984.

- Srednjoškolski centar u Rovinju, 1984.

- Naselje Rabac, 1988.

- Centar Medulina, 1990.

- TZ „Saline“ u Vrsaru, 1992.

- Nautičko-turistički centar „Sv. Petar“ u Vrsaru, 1994.,

- Centar stambenog naselja Centerer u Rovinju, 1994.

- Gospodarsko servisna zona „Gripole- Spine“ u Rovinju, 1997.

- Tvornica duhana Val de laco- Sabionera u Rovinju, 1995.

- Sportska zona u Rovinju, 1996.

- Zona „Vela Vala“ u Pazinu, 1996.

- „Veli- Mali Maj“ u Poreču, 1997.

- TZ „Colonne- San Paolo“ u Balama, 1999.

- Prostorni plan istarske županije u dijelu: turizam, ugostiteljstvo, rekreacija i nautički turizam, 1999.

- Gospodarska zona u Bujama, 2000.

- TZ „Škaraba“ u Rovinju, 2001.

- TZ „Marina, Monte Molini, Škarba, Cuvl “ u Rovinju, 2002.